# سر تشاه دوروزناب (قيلاب)
سر تشاه دوروزناب (بالفارسية: سرچاه دوروزنآب) هي قرية تقع في قسم قيلاب الريفي، بمقاطعة أنديمشك التابعة لمحافظة خوزستان، إيران. يقدر عدد سكانها بـ 116 نسمة حسب الإحصاء السكاني الذي تمّ في عام 2006.